# Fe, esperanza y caridad
Fe, esperanza y caridad és una pel·lícula dramàtica mexicana de 1974. Consta de tres capítols o històries: Fe, de l'autoria de Alberto Bojórquez; Esperanza, de Luis Alcoriza, i Caridad, de Jorge Fons. Les protagonitzen: Fe: Fabiola Falcón, Armando Silvestre, David Silvestre, Roberto Ramírez; Esperanza: Milton Rodríguez, Raúl Astor, Lilia Prado, i Caridad: Katy Jurado, Julio Aldama, Pancho Córdova.

## Producció
Fe, esperanza y caridad es va rodar entre l'11 de setembre i el 25 d'octubre de 1972 en els Estudis Churubusco, en Culhuacán, en la colònia Rosita, en el Exconvent de Churubusco, en les oficines de la Procuradoratge del Districte Federal, en Chalma, en Iztapalapa i a la colonia Portales. L'escenografia corria a càrrec de Jorge Fernández, i la decoració de Carlos Arjona. La producció va ser de Ramiro Meléndez, de Producciones Escorpión i els Estudios Churubusco Azteca amb l'autortizació 47942-C de l'Instituto Mexicano de Cinematografía. Es va estrenar el 14 de febrer de 1974 al Cine Varietades, a la Ciutat de Mèxic.

## Sinopsi
FeRegina està casada amb un home que sofreix dolors a les seves cames, la qual cosa li impedeix caminar, per la qual cosa ella decideix fer una mana religiosa i viatja al santuari del Senyor de Chalma per a demanar un miracle que curi al seu espòs; en la peregrinació, li ofereixen alcohol, i en embriagar-se és víctima de violació. Al retorn del seu viatge, troba que el seu marit ha millorat, per la qual cosa promet tornar novament al santuari.
EsperanzaEl faquir Gabino s'exhibeix crucificat en una carpa, per a guanyar els diners que necessita i comprar una casa a la seva mare. Els claus usats per a la crucifixió no són totalment d'or, perquè l'empresari els compra lleugerament banyats en aquest metall, així que Gabino malalta i mor.
CaridadLa caritat d'una anciana provoca una sèrie de reaccions: gent necessitada agraïda i al seu torn, nens barallant per monedes, donant com a resultat que les mares s'agarrin a cops pels seus fills i involucrant als esposos en la revenja de la baralla. Aquests conflictes provoquen la mort d'un dels esposos, i la vídua sofreix tota classe de vexacions burocràtiques per a rescatar el cadàver del seu difunt i poder vetllar-lo. Els nens, al final, es reconcilien.

## Repartiment

### AFe
(Llibret: Julio Alejandro | Director: Alberto Bojorquez)
- Fabiola Falcón .... Teresa (Esposa de Filogonio)
- Armando Silvestre.... Artemio (Pare del nen malalt)
- David Silva.... Melitón
- Beto ‘El Boticario’.... Filogonio
- Betty Meléndez .... Chelo
- Fabián .... Alberto
- Fernando Soto “Mantequilla”.... (Cec)
- Gina Moret.... Lety (Curandera)

#### Altres personatges
- Enriqueta Carrasco.... (Mamà de Filogonio)
- Leonor Llausás.... Melesia (Esposa de Melitón)
- Álvaro Carcaño.... (Germà d'Artemio)

### AEsperanza
(Llibret: Luis Alcoriza | Idea: Luis Alcoriza i José de la Colina | Director: Luis Alcoriza)
- Milton Rodríguez .... Gabino ‘Gaby’ (El Cristo)
- Lilia Prado.... (Enfermera) [actuació especial]
- Ilya Chagall .... Karla (Parella de Sandro)
- Anita Blanch.... Doña Lolita (Mamà de Gabino)
- Alfredo Varela Jr..... Zubieta (Manteniment)
- Guillermo Orea.... (Metge)
- Sasha Montenegro.... Ecuyere (Cirquera)
- Leticia Robles .... (Hippie)
- Raúl Astor.... Sandro (Amo del circ)

#### Altres personatges
- Luis Aragón.... (Home al Circ)
- Carlos Agostí.... (Encarregat dels lleons)
- César Bono.... (Espectador)
- Maritza Olivares.... (Visita a l'hospital)

### ACaridad
(Llibret: Jorge Fons | Director: Jorge Fons)
- Katy Jurado.... Eulogia (Esposa de Jonás)
- Julio Aldama.... Jonás (Mecapalero)
- Pancho Córdova.... Jacobo (Sabater)
- Estela Inda.... Cuca (Esposa de Jacobo)
- Sara García.... (Anciana) [Invitada]

#### Altres personatges
- Fernando García "Pinolito" .... (Fill d'Eulogia i Jonás)
- Aurora Alonso.... (Vecina)

## Premis
Diosa de plata
- a Jorge Fons por Mejor Dirección, México, 1974
- a Katy Jurado por Mejor Actriz, México, 1974
- a Jorge Fernández por Mejor Escenografía, México, 1974

XVI edició dels Premis Ariel
- Premi Ariel a la millor actriu per Katy Jurado, 1974
- Premi Ariel al millor actor per Pancho Córdova, 1974